# Savage (videojuego)
Savage es un videojuego de acción desarrollado por Probe Software y distribuido por Firebird Software en 1988 para Amiga, ZX Spectrum, Commodore 64 y Amstrad CPC. En 1989 Firebird publicó una versión para Amiga.

## Jugabilidad
Savage consta de tres partes; la primera y la tercera partes son niveles de desplazamiento lateral hack and slash mientras que la segunda es una secuencia en 3D. La historia es una fantasía de espada y brujería, con el típico héroe musculoso que trata de rescatar a su doncella.

## Recepción
Your Sinclair le dio al videojuego un 9 de 10, elogiando los gráficos detallados y coloridos logrados con la Spectrum.